# Termički asistirano magnetno zapisivanje
Termički asistirano magnetno zapisivanje (HAMR) je tehnologija magnetnog skladištenja na tvrde diskove u kojoj se koristi mali laser kako bi se zagrejao deo diska na kome se piše. Toplota menja magnetna svojstva diska (njegovu koercitivnost) na kratko vreme, smanjujući ili sprečavajući superparamagnetički efekat tokom upisivanja. Ovaj magnetni efekat postavlja ograničenje na gustinu magnetnog zapisa (koliko podataka se može smestiti na određenu površinu diska). Efekat HAMR-a je da dozvoli upisivanje na mnogo manjoj površini nego ranije, povećavajući time količinu podataka koja može da se sačuva na standardnoj disk ploči.
Ova tehnologija se prvobitno smatrala previše komplikovanom za ostvarivanje. U 2016. HAMR tvrdi diskovi nisu još uvek zastupljeni na tržištu, ali se nalaze u naprednoj fazi razvijanja sa demonstracionim diskovima proizvedenim od strane kompanija poput Sigejta (Seagate). Iako je TDK predvideo da će HAMR tvrdi diskovi biti komercijalno dostupni u 2015. godini, trenutno najbolje predviđanje je da će se na tržištu pojaviti tek 2018. godine.

## Pregled
Postoji mnoštvo tehnologija koje su razvijene kako bi se obezbedio povećan kapacitet tvrdih diskova sa malim efektom na cenu. Jedna od najnovijih je PR tehnologija (Perpendicular Recording). Kako bi se otišlo izvan granica PR tehnologije, razvijaju se nove tehnologije, uključujući helijumom punjene tvrde diskove (SMR tehnologija - Shingled magnetic recording), kao i termički asistirano magnetno upisivanje (HAMR).
Ograničenja PR tehnologije je često karakterisana od strane konkurentnih zahteva za većom brzinom čitanja i upisivanje podataka i stabilnosti opšte poznatih kao Trilema magnetnog zapisivanja. HAMR je jedna od tehnika koja za cilj ima da razbije trilemu i napravi funkcionalno rešenje. Problem je taj što za pouzdano skladištenje podataka za veoma male veličine bita magnetni medijum mora biti napravljen od materijala sa veoma visokom koercitivnošću. Sa povećanjem prostorne gustine podataka, površina koju zauzima jedan bit je toliko mala, a zahtevana koercitivnost postaje toliko visoka, tako da se ne može napraviti magnetno polje dovoljne snage da trajno izmeni podatke (zato što nije moguće proizvesti jače magnetno polje na manjem prostoru pomoću postojećih metoda). Zapravo, postoji tačka nakon koje postaje nepraktično ili nemoguće napraviti funkcionalni tvrdi disk zato što aktivnost magnetnog upisivanja više nije održiva.
Koercitivnost je temperaturno zavisna. Sa porastom temperature koercitivnost opada. HAMR koristi ovo fizičko svojstvo kako bi rešio ovaj problem. U HAMR tehnologiji se koristi mali laser kako bi zagrejao malu površinu na koju se upisuju podaci. Kada se tepmeratura površine na kojoj se piše podigne iznad Kirijeve temperature, magnetni medijum efektivno gubi većinu svoje koercitivnosti, tako da magnetno polje realne jačine može da upisuje podatke na medijum. Pošto se samo mali deo diska zagreva, zagrejani deo se veoma brzo hladi i malo energije je potrebno za proces.
HAMR tehnologija bi mogla da poveća ograničenje upisive količine podataka za faktor od 100 i više. Ovo bi moglo da rezultuje kapacitetima skladištenja i do 50 terabita po kvadratnom inču. Cena upotrebe ne bi trebala značajno da se razlikuje od ne-HAMR uređaja, pošto laser koristi samo nekoliko desetina milivata (oko 1% od uobičajenih 5 do 12 vati aktivno korišćenih kod velikih 3,5-inč tvrdih diskova). HAMR se takmiči sa tehnologijama poput SMR-a.
Posmatrač za industriju IDC-a je u 2013. zaključio da je tehnologija izuzetno komplikovana i da postoji dosta skepticizma da li će ona ikada komercijalno zaživeti, kao i da je mala verovatnoća da će HAMR biti komercijalno dostupan pre 2017. godine. Kompanija Sigejt je izjavila da izazovi uključuju priključivanje i poravnavanje laserske diode na glavu za upis/čitanje i implementacija optike za rad na malim rastojanjima za prenos toplote, kao i veličine komponenti koje su manje od bilo kojih do sada korišćenih.

## Istorija
- 1954. godine, inženjeri PL Corp-a radeći za RCA podneli su zahtev za patent koji opisuje osnovne principe korišćenja toplote u konjukciji (vezi) sa magnetnim poljem u snimanju podataka.[6] Njihovo otkriće je praćeno sa još mnogim drugim patentima iz ove oblasti sa početnim fokusom na traci za skladištenje.
- 1980. godine, klasa uređaja za skladištenje podataka nazvanih magnetno-optičkim diskovima postali su dostupni za komercijalnu upotrebu, koji su u suštini koristili istu tehniku za upisivanje podataka na disku. Jedna od prednosti magnetno-optičkog snimanja u poređenju sa običnim magnentnim diskovima u to vreme je bila u načinu na koji je veličina bita definisana od strane fokusiranog laserskog zraka, u odnosu na samo magnetno polje. 1988. godine, 5,25-inčni magnetni optički disk je mogao da uskladišti od 650 megabajta do nekoliko gigabajta podataka.[7]
- Krajem 1992. godine, Soni je uveo MiniDisk, format za snimanje i puštanje muzike, koji je trebao da zameni audio kasete. MiniDisk je koristio termički asistirano magnetno snimanje, ali su diskovi čitani optički posredstvom Faradejevog efekta.
- 2006. godine Fudžicu je predstavio HAMR.[8]
- Od 2007. godine, Sigejt je verovao da može da proizvede tvrdi disk od 300 terabita (37,5 terabajta) koristeći HAMR tehnologiju.[9] Neki novinski sajtovi pogrešno su preneli da će Seagate predstaviti tvrdi disk od 300 TB do 2010. godine. Sigejt je odgovorio na ove navode da je 50 terabita po kvadratnom inču moguće postići korišćenjem HAMR tehnologije uz, možda, korišćenje Bit Patterned Media tehnologije, ali se to može očekivati tek nakon 2010. godine.[10]
- U 2009. godini Sigejt je uspeo da ostvari 250 Gb po kvadratnom inču koristeći HAMR. Ovo je već polovina gustine zapisa ostvarene posredstvom PR tehnologije.[11]
- Tehnologija razvoja tvrdog diska je napredovala prilično brzo i već u januaru 2012. godine, tvrdi diskovi za desktop uređaje su prosečno imali kapacitet od 500 do 2000 gigabajta, dok su najveći tvrdi diskovi dostizali kapacitet od 4 terabajta.[12] Još početkom 2000-te godine je prepoznato da trenutna tehnologija tvrdih diskova ima svoja ograničenja i da je upravo HAMR jedna od opcija za povećanje njihovog kapaciteta.[13]
- U martu 2012. godine Sigejt je postao prvi proizvođač tvrdih diskova koji je uspeo da pređe granicu od 1 terabita po kvadratnom inču koristeći upravo HAMR tehnologiju.[14]
- U oktobru 2012. TDK je najavila da je premašila 1.5 terabita po kvadratnom inču koristeći HAMR tehnologiju.[15] Ovo odgovara 2 TB po disk ploči u 3,5-inčnom disku.
- Novembra 2013. godine Vestern Didžital je predstavio potpuno funkcionalni HAMR disk, doduše još uvek nije bio spreman za komercijalnu upotrebu, a tom prilikom kompanija Sigejt je najavila da očekuju početak prodaje HAMR diskova oko 2016. godine ne precizirajući tačan datum.[16][17]
- U maju 2014. godine, kompanija Sigejt je izjavila da planiraju proizvodnju malih količina tvrdih diskova veličine od 6 do 10 TB u relativno bliskoj budućnosti, ali su naglasili da će to zahtevati dosta investicija, kako tehničkih tako i u pogledu testiranja proizvoda.[18] Iako Sigejt nije precizirao da li će novi tvrdi diskovi biti bazirani na HAMR tehnologiji, prema nagađanju portala bit-tech.net velika je verovatnoća da će biti. Sigejt je započeo isporuku 8 TB tvrdih diskova u julu 2014. godine bez pojašnjenja kako su ostvarili taj kapacitet. Sajt extremetech.com veruje da je umesto HAMR tehnologije korišćena SMR tehnologija.[19]
- Na Intermag konferenciji 2015. godine u Pekingu, Kini, u periodu od 11. do 15. maja kompanija Sigejt je predstavila HAMR tehnologiju sa svojim ključnim komponentama poput NFT-a (near field transducer) i FePt medijuma sa gustinom zapisa od 1,402 Tb/inch², kao i pouzdanost u radu potpuno integrisanih diskova.[20]
- U oktobru 2014. godine, kompanija TDK, koja je glavni dobavljač komponenti vodećim proizvođačima tvrdih diskova, izjavila je da će HAMR bazirani tvrdi diskovi sa kapacitetom od oko 15 TB biti dostupni od 2016. godine i da su rezultati od prototipova Sigejt tvrdih diskova sa 10 000 rpm koji koriste TDK HAMR komponente pokazali da će imati petogodišnju izdržljivost inače zahtevanu od strane potrošača.[21][1]

## Spoljašnje veze
- bit-tech.net portal
- extremetech.com sajt